# روبرت كينيث ويتني
روبرت كينيث ويتني هو طيار بطل كندي، ولد في 6 ديسمبر 1898 في Saint-Paul-d'Abbotsford ‏ في كندا، وتوفي في 15 أغسطس 1983 في سان دييغو في الولايات المتحدة.